# Kasia Pietrzko

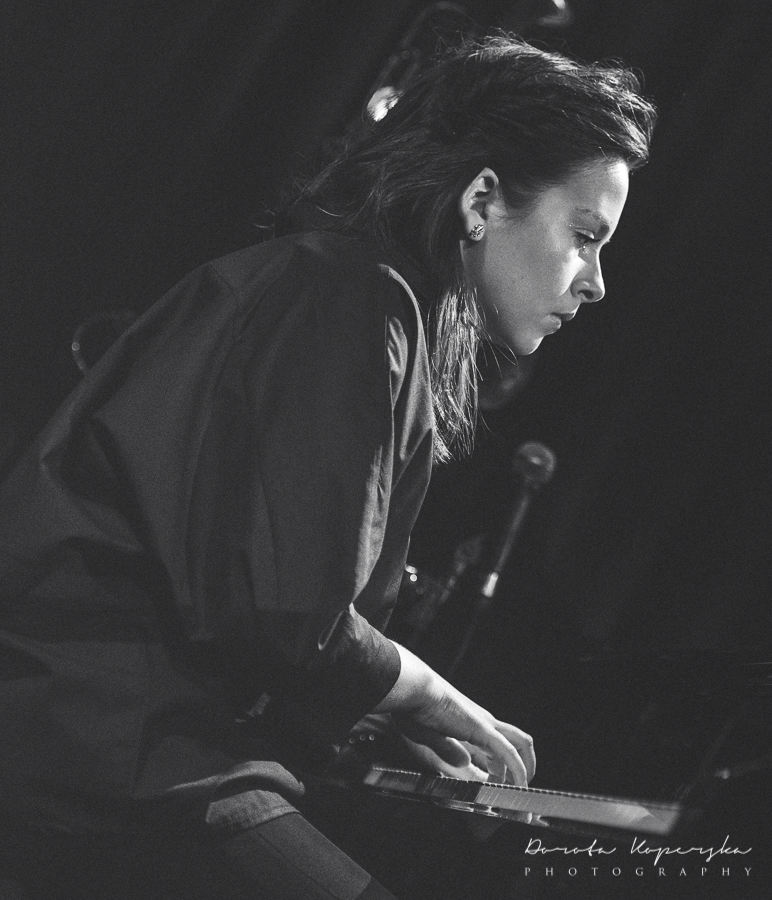
Kasia Pietrzko (2019)

Kasia Pietrzko (* 15. März 1994 in Bielsko-Biała als Katarzyna Pietrzko) ist eine polnische Jazzmusikerin (Piano, Komposition).

## Leben und Wirken
Pietrzko, die zunächst eine klassische Klavierausbildung hatte, absolvierte die musische Sekundarschule ihrer Geburtsstadt. Anschließend studierte sie Jazzpiano an der Musikakademie Krakau; dabei nahm sie an Musikworkshops von Ed Cherry, Kenny Garrett, Eric Marienthal und Chuck Israels teil. Weiter studierte sie in New York bei Aaron Parks, Taylor Eigsti, Johnny O’Neal, Aaron Goldberg und Kenny Werner.
Pietrzko nahm Alben mit Joanna Słowińska und Sinfonietta Cracovia sowie mit Stanisław Słowiński auf. 2015 trat sie mit ihrem Kasia Pietrzko Trio beim Internationalen Festival der Jazzpianisten in Kalisz auf. Als Mitglied des Stanisław Słowiński Quintet gewann sie im selben Jahr den Grand Prix des Internationalen Wettbewerbs „Jazz Juniors“ in Krakau. Im September 2017 erschien mit Forthright Stories das Debütalbum ihres Trios (mit Andrzej Święs und Piotr Budniak), das von Kritik und Umwelt positiv aufgenommen und für einen Fryderyk nominiert wurde. Weiterhin gehört sie zum Tony Williams Tribute um Michał Miśkiewicz. Sie arbeitete auch mit Adam Larson, Troy Roberts, Henryk Miśkiewicz, Mateusz Smoczyński und Tomasz Stańko. Mit Adam Bałdych war sie international auf Tournee. 2020 legte sie im Selbstverlag das Album Ephemeral Pleasures vor, das sie wiederum im Trio mit Andrzej Święs und Piotr Budniak eingespielt hatte; diesem folgte 2023 in der Reihe Polish Jazz des Musiklabels Polskie Nagrania das Trioalbum Fragile Ego.